# Allium mahneshanense
Allium mahneshanense — вид трав'янистих рослин родини амарилісові (Amaryllidaceae), ендемік Ірану.

## Опис
Цибулина яйцювато-округлої форми, діаметром 15–25 мм; зовнішні оболонки чорні, шкірясті й нерівномірно розбиті. Стеблина конічно-циліндрична, пряма або ± гнучка, гладка, довжиною 0–2 см над ґрунтом, діаметром ≈ 3–4 мм, найширша нижче суцвіття. Листків три, один зазвичай більший за інших, світло-зелені, 15–18 × 2–5 см, гачкувато-еліптичні, товсті й м'ясисті з капюшоноподібною верхівкою; край дрібно зубчастий, особливо в основі листя, зеленувато-білий. Суцвіття напівкулясте, щільне, діаметром 3–4 см, багатоквіткове (50 і більше квіток). Квітки дзвонові (зірчасті у плодоносному стані). Листочки оцвітини еліптично-довгасті, тупі на кінчику, 6–7 мм завдовжки та до 2 мм завширшки в середині, ±пурпурні, серединна жилка темнішає, стає жорсткою після періоду цвітіння. Пиляки ≈ 1 мм, жовтуваті. Зав'язь світло-коричнева, куляста, довжиною 3 мм і діаметром 3 мм.
Цвітіння та плодоношення у квітні й травні.

## Поширення
Ендемік Ірану (північний захід).
Відомий лише з типової місцевості, поблизу міста Манешань, східна провінція Занджан.